# Inter European Airways
Inter European Airways (im Außenauftritt verkürzt Inter European oder IEA) war eine auf dem Flughafen Cardiff beheimatete britische Charterfluggesellschaft, die im Jahr 1993 in Airtours International aufgegangen ist.

## Geschichte

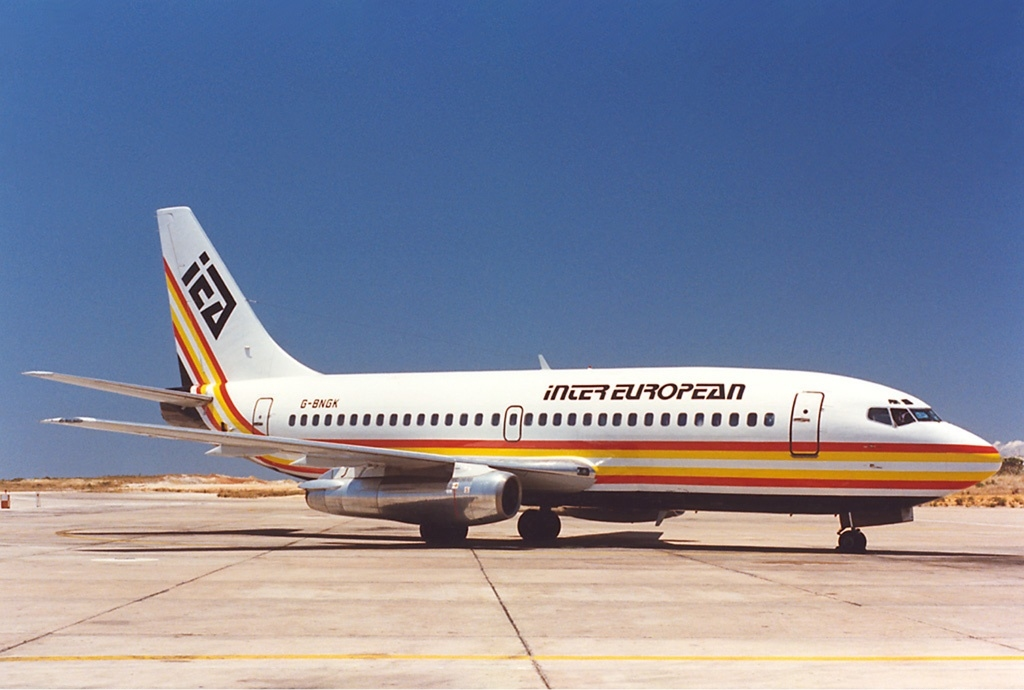
Die Boeing 737-200 mit der die Inter European Airways ihren Betrieb im Jahr 1987 aufnahm

Inter European Airways wurde im Jahr 1986 in Cardiff als Tochterunternehmen des walisischen Reiseveranstalters Aspro Holidays Ltd. gegründet, um die von Cardiff, Bristol und Belfast ausgehenden IT-Charterflüge dieses Urlaubsanbieters in den Mittelmeerraum durchzuführen. Die Betriebsaufnahme erfolgte am 18. Mai 1987 mit einer geleasten Boeing 737-200. Die Gesellschaft stellte im Oktober 1987 ihre Flüge über den Winter saisonal bedingt ein und gab das Flugzeug an den Leasinggeber zurück.
Im April 1988 erhielt Inter European eine geleaste Boeing 737-300, mit der sie am 2. Mai 1988 ihren Betrieb wieder aufnahm. Der erste Flug erfolgte von Cardiff nach Rhodos. Eine zweite Boeing 737-300 ergänzte im selben Monat die Flotte. Im Verlauf des Jahres dehnte das Unternehmen seine Aktivitäten auf weitere britische Abflughäfen aus. Zudem setzte die Gesellschaft ihre Maschinen nun ganzjährig ein und führte auch Gelegenheitsflüge (Ad-hoc-Charter) innerhalb Europas durch. 
Im November 1989 überführte Inter European Airways zwei ihrer drei Boeing 737 nach Australien und betrieb sie dort bis Mitte Januar 1990 im Wetlease für Trans Australia Airlines, während deren Piloten einen mehrmonatigen Arbeitskampf ausfochten. Ab März 1990 setzte das Unternehmen erstmals ein Flugzeug des Typs Boeing 757 ein. Als weitere Typen wurden geleaste Boeing 737-400 (ab 1992) und Airbus A320 (ab 1993) betrieben. Daneben mietete Inter European ab 1990 bei Bedarf sowie während der Hauptsaison zusätzliche Maschinen von anderen Gesellschaften an. 
Im Juni 1993 wurde der Reiseveranstalter Aspro Holidays  und dessen Tochterunternehmen Inter European Airways zum Preis von 20 Millionen britischen Pfund vom Touristikkonzern Airtours aufgekauft. Nach der Übernahme führte die Fluggesellschaft ihren Betrieb bis zum Ende der Sommersaison unter dem bisherigen Markennamen weiter. Am 31. Oktober 1993 wurde Inter European Airways vollständig in die Fluggesellschaft Airtours International integriert.

## Flotte
- Airbus A320-200
- Boeing 737-200, 737-300, 737-400
- Boeing 757-200

Daneben setzte das Unternehmen zeitweise bis zu zwei Piper PA-31 Navajo für firmeninterne Aufgaben ein.